# Virestad-Härlunda församling
Virestad-Härlunda församling är en församling som utgör ett eget pastorat  i Allbo-Sunnerbo kontrakt i Växjö stift och ligger i Älmhults kommun i Kronobergs län. 
Församlingskyrkor är Virestads kyrka och Härlunda kyrka.

## Administrativ historik
Församlingen bildades 2018 genom sammanläggning av Virestads församling och Härlunda församling och utgör därefter ett eget pastorat som bildades 1995 för de då två församlingarna .